# جورج بالدوين
جورج بالدوين (بالإنجليزية: George Baldwin)‏ (26 يوليو 1921 - 1 يناير 1976) هو لاعب كرة قدم بريطاني (وحمل سابقاً جنسية المملكة المتحدة لبريطانيا العظمى وأيرلندا) في مركز الوسط.